# Batracomorphus avulsus
Batracomorphus avulsus är en insektsart som beskrevs av Dlabola 1964. Batracomorphus avulsus ingår i släktet Batracomorphus och familjen dvärgstritar. Inga underarter finns listade i Catalogue of Life.